# Adolfo Veloso
Adolfo Veloso Figueroa (Bulnes, 1 de septiembre de 1927-Concepción, 20 de febrero de 2006) fue un abogado, académico y político socialista chileno, estrecho colaborador del presidente  democratacristiano Patricio Aylwin.
Casado con la escritora, filósofa y académica Felicitas Valenzuela, tuvo cinco hijos, entre los que se cuenta la ministra Secretaría general de la Presidencia de Michelle Bachelet, Paulina Veloso.

## Trayectoria

### Sus inicios
Era hijo de Rafael Veloso Chávez y de Luz Figueroa González. Su padre fue un destacado abogado, presidente del Colegio de abogados en Chillán e integrante de la Corte de Apelaciones de la ciudad.
Sus enseñanzas preparatorias y humanidades las cursó en establecimientos educacionales de Chillán, cerca de su ciudad natal, y las cátedras de la carrera de derecho en la Universidad de Chile, licenciándose con calificación máxima, obteniendo el título de abogado en 1952.

### Jurista y político
A partir de 1967 se incorporó como académico de la escuela de derecho de la Universidad de Concepción, enseñando la cátedra de Derecho Internacional Público, cargo que ocupó hasta el año 1979, cuando fue exonerado por la dictadura militar del general Augusto Pinochet.
En esa corporación llegó a ocupar los cargos de director del Departamento de Derecho Público, entre 1969 y 1973, y el vicedecanato de la Facultad, entre 2002 y 2005.
Su condición de jurista le valió ser designado en el Primer Tribunal Constitucional de Chile por el presidente Salvador Allende, durante la Unidad Popular (UP).
Entre 1978 y 1990 fue consejero y presidente de la filial de Concepción del Colegio de Abogados de Chile. No sería hasta 2002, cuando recibe un reconocimiento especial por esa institución, al cumplir cincuenta años en el ejercicio de la profesión. 
En 1990, con el regreso de la democracia al país, fue llamado por el entonces presidente Aylwin para servir como intendente de la Región del Biobío, cargo que asumió tres días antes que finalizara la administración de Pinochet. Dejó el puesto en 1994, fecha en la que volvió a su labor de abogado.
Entre los años 1995 y 2003 formó parte del directorio de Essbio, del que fue su presidente.
Falleció en Concepción el 20 de febrero de 2006, a causa de un ataque cardíaco.